# Zygina
Zygina é um género de cigarrinhas pertencente à família Cicadellidae.
O género foi descrito em 1866 por Franz Xaver Fieber.
Este género possui distribuição cosmopolita.
Espécies:
- Zygina hyperici
- Zygina ordinaria
- Zygina rosea
- Zygina rubrovittata
- Zygina suavis
- Zygina tiliae